# Mannophryne
Mannophryne is een geslacht van kikkers uit de familie Aromobatidae (vroeger: pijlgifkikkers). De wetenschappelijke naam van het geslacht Mannophryne werd voor het eerst gepubliceerd door Enrique La Marca in 1992.
Er zijn twintig soorten die leven in Zuid-Amerika: in Trinidad en Tobago en Venezuela.

## Soorten
Geslacht Mannophryne
- Soort Mannophryne caquetio Mijares-Urrutia & Arends-R., 1999
- Soort Mannophryne collaris (Boulenger, 1912)
- Soort Mannophryne cordilleriana La Marca, 1995
- Soort Mannophryne herminae (Boettger, 1893)
- Soort Mannophryne lamarcai Mijares-Urrutia & Arends-R., 1999
- Soort Mannophryne larandina (Yústiz, 1991)
- Soort Mannophryne leonardoi Manzanilla et al., 2007
- Soort Mannophryne molinai Rojas-Runjaic, Matta-Pereira & La Marca, 2018
- Soort Mannophryne neblina (Test, 1956)
- Soort Mannophryne oblitterata (Rivero, 1984)
- Soort Mannophryne olmonae (Hardy, 1983)
- Soort Mannophryne orellana Barrio-Amorós, Santos & Molina, 2010
- Soort Mannophryne riveroi (Donoso-Barros, 1965)
- Soort Mannophryne speeri La Marca, 2009
- Soort Mannophryne trinitatis (Garman, 1888)
- Soort Mannophryne trujillensis Vargas Galarce & La Marca, 2007
- Soort Mannophryne urticans Barrio-Amorós, Santos & Molina, 2010
- Soort Mannophryne venezuelensis Manzanilla et al., 2007
- Soort Mannophryne vulcano Barrio-Amorós, Santos & Molina, 2010
- Soort Mannophryne yustizi (La Marca, 1989)

Aromobates · Mannophryne